# 조용승
조용승(趙容承; 본관 옥천; 1949년생) 교수는 대한민국의 수학자이자 교육자이다. 현재 이화여자대학교 명예교수이며 일생을 수학연구에 헌신한 수학자이다.  미국수학회 발행 Math Review와 유럽수학회에서 주관하는 Zentralbatt-Mathematics의 논문감수자(reviewer)이었다. 2011년도에 "끈 이론으로 우주 생성을 새롭게 규명"으로 EBS 뉴스 및 한국과학기술단체총연합회가 선정한 올해의 10대 과학기술뉴스에 포함되었다. 또한 이 결과는 높이 평가받아 InTech출판사의 단행본 「우주론(Cosmology)」의 한 챕터 "'Singularities of geodesic surface congruence"로 2011년에 출판되었다. 홀수 차원에서 최초로 글로모브-위튼 타입 불변량을 정의하고 퀀텀 타입 코호몰로지를 유도하여 이 분야에서 새로운 연구의 장을 열었다.  대한수학회 회장일 때 한국수학계의 오랜 염원인 수학분야 최초의 정부출연 연구기관인 국가수리과학연구소를 설립하여 초대소장을 역임하며 수학을 과학기술 및 산업분야와 연계 활용함으로 수학적 국가경쟁력 향상에 기여할뿐만 아니라 대한민국 수학계 발전에 이바지하기 위해 노력하였다.

## 생애
순천에서 태어나 순천중고등학교를 졸업하고, 수학선생님이 되고 싶어 경북대학교 수학교육과에 진학하였다.  수학이 재미있어 대학원에 진학하였고, 그 후 유학을 가서 미국 시카고 대학교(The University of Chicago)에서 기하학적 위상수학으로 박사학위 (Ph.D.)를 받았다. 충북대학교, 경북대학교, 브렌다이스대학교 (미국 Brandeis University)에서의 교수직을 거친 후, 이화여자대학교에 부임하여 정년퇴임까지 봉직하였다. 퇴임 후 성균관대학교와 고려대학교에서 초빙교수로 수학과 학부와 대학원 강의를 하였다. 현재는 이화여자대학교 명예교수이다.
학문적으로 도넬슨(Donaldson)의 사차원 다양체에서 양밀즈(Yang-Mills) 이론, 사이버그-위튼(Seiberg-Witten) 이론, 그로모브-위튼(Gromov-Witten) 이론 및 양자 코호몰로지(quantum cohomology)와 플로어 코호몰로지(Floer cohomology)의 연구로 많은 논문을 발표하였다. 그 중에서 끈이론(string theory)을 아인슈타인 일반상대성이론(Einstein general relativity)과 모스 이론(Morse theory)을 이용하여 빅뱅 이론(Big Bang Theory)의 확장(expansion), 뒤틀림(shear), 회전(rotation)을 규명하여 주목을 받았다. 또한, 홀수 차원에서 최초로 그로모브-위튼 타입 불변량, 플로어타입 불변량을 연구하여 아놀드 타입 정리를 유도하였다. 최근에는 호지 다양체(Hodge Manifolds)에 대하여 연구하고 있다. 현재까지 140여편의 연구 논문, 240여 차례의 국내외 학술회의 발표 및 30여권의 학술 저서가 있으며, 후학 양성에도 힘써 석·박사 60여명을 배출하였다.
수학 및 사회활동으로는 대한수학회장, 국가수리과학연구소 설립 및 초대 소장, 국가과학기술위원회 운영위원, 과학영재아카데미 지도교수, 국민일보 논단위원 등을 역임하는 등 한국과학기술 발전과 수학의 대중화를 위해 노력하였다. 학술저서 30여권 중에 대한민국 학술원 우수 도서로 5권이 선정되기도 하였다 (2022년 복소 다양체, 2019년 Topology, 2019년 미분 다양체, 2011년 대수적 위상수학, 2002년 다양체의 미분위상수학).

## 학력
일리노이주 시카고 소재 시카고대학교(The University of Chicago)에서 박사학위를 받은 조용승 교수는 미국 브랜다이스대 교수를 거쳐 1989년부터 이화여대로 자리를 옮겼다.
- 박사 (1984.9 -1987.6)     미국 시카고대학교
- 석사 (1973.3 -1975.2)     경북대학교
- 학사 (1969.3 -1973.2)     경북대학교

## 경력
- 2015.3–현재         이화여자대학교 명예교수
- 2015.9–2020.8       성균관대학교 초빙교수
- 1989.9–2015.2       이화여자대학교 교수
- 2005.10-2008.9      국가수리과학연구소 초대소장
- 2003.1-2004.12      대한수학회 회장
- 2005.5-2007.5       국가과학기술위원회 운영위원
- 2001.1-현재         유럽수학회 Zentralbatt-Mathematics 리뷰어 (논문 감수자)
- 1990.1-현재         미국수학회 Math Review 리뷰어 (논문 감수자)
- 2004.1-2006.12      에디터, 대한수학회 회지 (Journal of the Korean Mathematical Society
- 1992.1-2003.3	      에디터, 대한수학회 회보(Bulletin of the Korean Mathematical Society)
- 2002.2–2005.1       이화여자대학교 수학연구소 소장
- 1988.6-1989.8       경북대학교 조교수
- 1987.9-1988.8       미국 브랜다이스대학교 조교수
- 1979.3-1987.10      충북대학교 조교수, 수학과 학과장 (1979-1982)
- 1975.8-1978.6       대한민국 육군, 병장제대

## 연구분야
조용승 교수는 전 생애를 수학 연구에 매진한 수학자이며, 끈 이론으로 초기 우주 생성 원리 규명한 현대 수학의 권위자이기도 하다. 수리 물리학 분야를 주로 연구한 조용승 교수는 현대 수학의 주류 중의 하나인 양-밀스 이론, 자이베르그-위튼 이론, 그로모브-위튼 이론 및 양자 코호몰로지 등의 연구로 많은 논문을 발표하였다. 그 중에서 끈이론은 아인슈타인 일반 상대성 이론과 모스 이론을 이용하여 빅뱅 이론의 확장, 뒤틀림, 회전을 규명하고자 하였다. 초기 우주 생성(Big Bang)을 끈이론(Cho-Hong String Theory)으로 새롭게 세계 최초로 규명한 이 연구 결과는 미국물리학회지에 즉각 발표되어 호킹-펜로스보다 진일보한 우주 생성 이론으로 평가받아 세계적 주목을 받은 바 있다. 또한, 홀수 차원에서 최초로 그로모브-위튼 타입 불변량, 플로에타입 불변량을 연구하여 아놀드 타입 정리를 유도하였다. 최근에는 호지 다양체(Hodge Manifolds)에 대하여 연구하고 있다.
그가 출간한 30여 권의 저서 가운데 「다양체의 미분위상수학」은 2002년도에, 「대수적 위상수학」은 2011년도에 학술원 우수학술도서로 선정되기도 했으며, 「자연과 문명 속의 수학」은 33가지 주제를 통해 문명을 일으키는 과정에서 수학이 얼마나 중요한 역할을 해왔는지 서술함으로써 많은 주목을 받았다. 2019년도에는 두 권의 저서인 「Topology」와 「Differentiable Manifolds (미분다양체)」와 2022년도에는「복소다양체」가 대한민국 학술원 우수학술도서에 선정되었다.

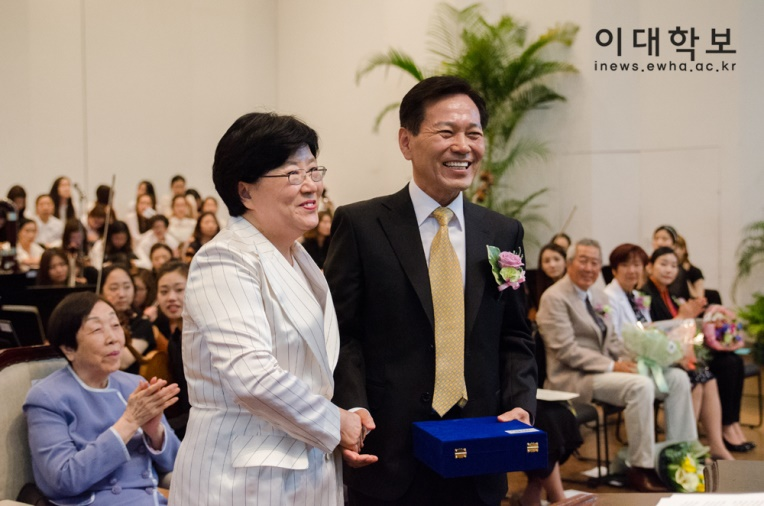
조용승 교수가 128주년 개교기념일에 이화여대 교수, 학생 및 동문들이 배석한 가운데 이화학술상 수상후 이화여대 총장 김선욱과 함께 (2014/05/30)

## 수상 및 훈장
조용승 교수는 아래의 훈장 및 수상을 받았다.
- 2015 대한민국 대통령 옥조근정훈장
- 2014 제10회 이화학술상[13][14]
- 2003 마이크로소프트 수학상
- 1992 한국과학기술총연합회 우수논문상
- 1984-1987 시카고대학교 유니버시티 펠로우쉽

## 가족관계
1980년 1월 김수남과 결혼하여 자녀는 현배와 인배 두 아들을 두었다. 아내 김수남은 숙명여자대학교 문헌정보학과 교수(초빙)를 역임했다. 그 이전에는 숙명여대 국제대학원 겸임교수 역임 및 주한미국대사관에서 31년간의 봉직 후 아메리칸센터 관장직을 끝으로 2019년 정년퇴임하였다. 장남과 차남 둘 다 미국에서 치의학박사(Doctors of Dental Surgery) 학위 후 치과 개업의로 활동하고 있다.  

## 기타
송유근이 조용승 교수의 논문 중 하나를 표절하여 논란이 되었다.